# Coenosia mediocris
Coenosia mediocris är en tvåvingeart som beskrevs av Stein 1911. Coenosia mediocris ingår i släktet Coenosia och familjen husflugor. Inga underarter finns listade i Catalogue of Life.